# 罗斯康韦勒
罗斯康韦勒（法語：Roscanvel，法語發音：[ʁɔskɑ̃vɛl]）是法国菲尼斯泰尔省的一个市镇，位于克罗宗半岛上，属于沙托兰区。

## 地理
罗斯康韦勒（48°18'54"N, 4°32'49"W）面积9.08 平方千米，位于法国布列塔尼大區菲尼斯泰尔省，该省份为法国最西部的省份，位于布列塔尼半岛西部，北西南三面环大西洋，东临阿摩尔滨海省和莫尔比昂省。
与罗斯康韦勒接壤的市镇（或旧市镇、城区）包括：克罗宗。
罗斯康韦勒的时区为UTC+01:00、UTC+02:00（夏令时）。

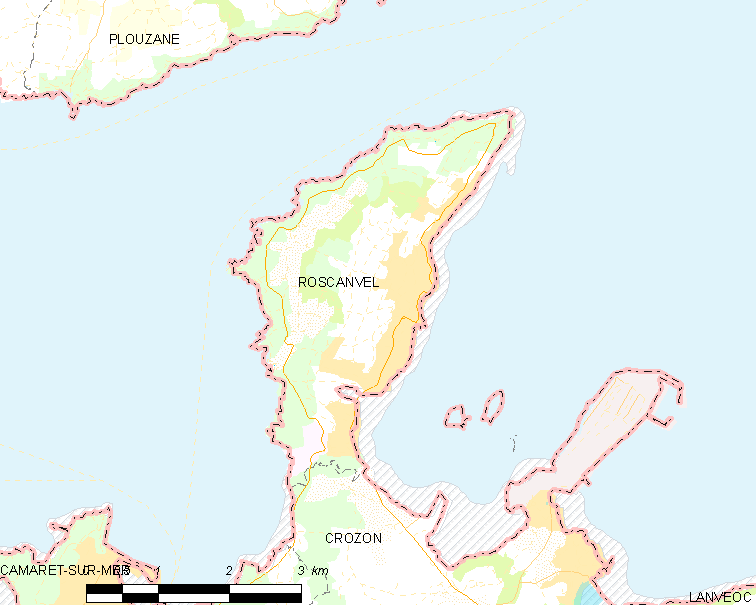
罗斯康韦勒的OSM定位图

## 行政
罗斯康韦勒的邮政编码为29570，INSEE市镇编码为29238。

## 政治
罗斯康韦勒所属的省级选区为克罗宗县。

## 交通
菲尼斯泰尔省省道D335线经过境内。

## 人口

1962-2008年间罗斯康韦勒人口变化图示

罗斯康韦勒于2022年1月1日时的人口数量为825人。